# Marcia Grostein
Marcia Grostein (nacida en 1949) es una artista brasileña-estadounidense que utiliza diversas disciplinas en su trabajo:  escultura, pintura, videoarte, fotografía y arte y joyería. Fue la primera artista brasileña contemporánea adquirida por el curador Lowery Sims del Museo Metropolitano de Arte de Nueva York para la Colección del Siglo XX.

## Biografía
Marcia Grostein nació en Sāo Paulo, Brasil, en 1949 y actualmente reside en Nueva York. Sus padres eran de ascendencia judía y emigraron a Brasil, su padre era de origen polaco y su madre rusa. La familia Grostein se extendió por diferentes partes de América Latina después de la Primera Guerra Mundial.
Grostein ha expuesto su trabajo en todo el mundo. Entre sus mentores se incluyen artistas famosos. Entre ellos, el pintor expresionista abstracto Willem de Kooning y el artista pop James Rosenquist. Sus relaciones con estos artistas, y muchos otros, la ayudaron a encontrar su propio lugar en la escena artística. Como las influencias de Marcia también provenían del minimalismo y el arte conceptual, experimentó con diferentes técnicas. Marcia trabaja actualmente en escultura, pintura, video, fotografía y joyería artística. Después de terminar sus estudios en el Royal College of Art de Londres en 1970, regresó a Brasil para matricularse en la Escola de Experimentação Artística Brasil Dois Pontos, un centro de experimentación artística donde Grostein desarrolló su interés por el Arte americano. En 1972, la precoz joven de 23 años tuvo su primera exposición individual de animales de papel maché en la Galería Inter-Design de São Paulo. En 1979 realizó una pasantía para el artista de Fluxus Joseph Beuys en su retrospectiva celebrada en el Museo Guggenheim de Nueva York. Al año siguiente, Grostein estuvo representada por la Galería Betty Parsons, la misma donde se celebraron muchos eventos originales del expresionismo abstracto de la década de 1950. Sus pinturas se exhibieron conjuntamente con las obras de Jackson Pollock en la exposición final de la galería. Debido a su experiencia en el mundo de la danza, el trabajo de Grostein está compuesto con meticulosa atención a las cualidades físicas del medio elegido. Crea coreografías visuales dinámicas que son a la vez reductivas y expresivas. Lo más interesante del trabajo de Grostein a finales de los 70 y principios de los 80 fue su respuesta a las imágenes sexistas capturadas por Picasso y De Kooning. Sus pinturas plantearon “puntos sobre las relaciones entre hombres y mujeres” con temas opuestos como liberación y opresión. Sus esculturas, por otro lado, pueden entenderse en términos antropomórficos. En la Bienal Internacional de São Paulo del 94' invocó la Gesamtkunstwerk wagneriana en su obra, considerada obra de arte ya que involucraba todos los géneros mediáticos fusionando diseño, performance, pintura y escultura.
Curiosamente, sus obras de arte Sky Drawings reflejan los cuellos alargados de Modigliani. De niña solía copiar esos cuellos sentada y viendo pintar a su tía Mary Kuperman. El estilo visualmente dinámico y expresivo de Grostein comenzó a desarrollarse entonces. The Wild Form describe el trabajo de Grostein como una “posibilidad rara y enriquecedora de liberar y humanizar el análisis”.
La artista ha expuesto profusamente en reconocidos museos y galerías de Estados Unidos, Europa, América Latina y Asia. Además, sus obras pueden verse en destacadas colecciones públicas y privadas, incluidas las del Museo de Arte de São Paulo, el Museo de Arte Moderno de Río de Janeiro, el MoMA PS1 y el Museo Metropolitano de Arte de Nueva York, entre otros.

## Formación
Grostein estudió en Sāo Paulo en el Instituto de Diseño, Tecnología y Comunicación del IADE (1963-1966) y continuó en la Royal Academy of Art de Londres (1969-1970).

## Obra

### El jardín sagrado de Eva (1989)
Pintura colorida perteneciente a la colección Jardín Sagrado (37" x 72")
Descripción: Una obra de arte colorida de cuatro piezas de un jardín acurrucado en diferentes capas de color, comenzando con flores en círculos en la parte inferior hasta pasto verde en la parte superior con una especie de pavo real en el medio. Esta obra de arte se basó en una serie que Grostein había realizado basada en jardines imaginarios. Expresó todo esto en otra obra de arte llamada El Jardín Sagrado de Adán. Esta serie de arte se basó en pinturas al óleo que representan estos jardines sagrados que deben ser interpretados por el espectador.La pintura se encuentra actualmente en las colecciones del Museo Metropolitano de Arte de la ciudad de Nueva York. 

### El jardín sagrado de Adán (1988)
Óleo sobre lienzo perteneciente a la colección Jardín Sagrado (78" x 60")
Descripción: La exposición se abre con “Los Jardines Sagrados”, más concretamente con “El Jardín Sagrado de Adán”, de 1988 (aún no sabemos si podrá salir del Museo Metropolitano de Nueva York). En él se sintetizan tres entidades centrales: tierra, hombre y mar. La figura emblemática del mono, animal primordial, se fusiona con la imagen solidaria de la artista en el centro de su vida exterior e interior, ante cuatro posibilidades de movimiento y de elección, pero a merced de su propio destino. La virtualidad es una inmersión en las aguas del tiempo, un salto hacia los árboles y las flores del día, un paseo hacia tierras oscuras de retorcidas enredaderas nocturnas tropicales y finalmente, descansar en la contemplación del paisaje. El diagrama invisible que sostiene el lienzo es un mandala, una imagen del mundo con los cuatro puntos cardinales. De una forma u otra todas las obras de “El Jardín Sagrado” tienen esta cualidad y es por ello que se encuentra en el inicio de los misterios del viaje.El mono representa a Adán. La evocación del Edén que hace Grostein no es una mera alegoría bíblica. Darwin ha invadido la escena en la persona del mono, un supuesto ancestro evolutivo de la humanidad. Y Freud persigue el simbolismo de la flor como representación del primer florecimiento de la sexualidad femenina que yace al acecho, listo para ser recogido/cumplido.

### 'Ellos. Fueron. A. Nadar'
Gran escultura. Descripción: Una escultura tomada en la playa que consiste en un círculo rústico, alto, de color negro y marrón. Esta era una serie representada en la playa con muchas esculturas diferentes que Grostein había hecho y fotografiado. En esta serie tenía tres esculturas diferentes y se mostró en muchas vistas diferentes basadas en las fotografías. Algunas de estas esculturas tenían características onduladas y algunas otras obras de arte estaban representadas como corales del océano.

### Arte portátil
Parte de la Colección de joyería
Descripción: Una pieza de joyería alrededor del cuello con una banda de metal plateado y dos adornos de plástico transparente con una pequeña banda dorada al final. Esto da una descripción del arte que se encuentra en todo y se muestra con las diferentes formas a lo largo de las distintas piezas de la colección de joyas.

### Alicia en el país de las Maravillas
Descripción: Esta pieza es una de las fotografías de Grostein de una mujer joven bailando ballet en un escenario con un vestido rosa esponjoso hasta los tobillos. Ella está de espaldas con su cuerpo un poco inclinado y un foco brilla sobre ella con un fondo parecido al agua. Esta obra de arte es parte de una serie sobre espectáculos de danza de una joven bailando y mostrando su postura diferente en cada movimiento y fotografía mostrada. Las fotografías tienen una vista muy representada de la bailarina con luces tenues para retratar su atención en el artista durante su actuación.

### Sky Drawings (dibujos del cielo): Bienal de Sǎo Paulo
Grandes formas parecidas a cuerdas 
Descripción: Este es un conjunto de obras de arte de largas tiras de metal de diferentes formas que llegan al cielo y las fotografías están inclinadas hacia el cielo. Este ángulo muestra las formas en ángulo sobre el cielo y le da vida al dibujo del cielo. Sky Drawings fue una serie de obras de arte representadas en muchos países diferentes mostrando tiras de arte en el cielo. Esta obra de arte se mostró como una forma de arte pública que muestra la naturaleza desde el contexto de estos diferentes países. El arte era simplemente similar, pero se mostró el escenario para darle más significado dependiendo de la hora del día y de los lugares donde tuvo lugar esta serie.

## Exposiciones
2021 Exposición de fotografía, Heritage Brazil, Southampton NY
2019 Proyecto Brighton Beach, Academia Nacional de Arte NAC, Nueva York, Nueva York
2019 Luce del Pensiero, Projetto Guzzini, curada por Lucrezia de Domizio Durini, Milán, Italia
2018 Desver a Arte, Galería Kogan Amaro, São Paulo, Brasil
2018 O Tridimencional na Coleção Marcos Amaro, Fundação Marcos Amaro, São Paulo, Brasil
2017 Still Moment, Museo de Arte Contemporáneo Sorocaba, Sorocaba, Brasil
2016 Bienal Arte & Industria Labin, Istria, Croacia
2015 FORO 5, Bolonia, Italia
2015 Bienal de Mykonos, Mykonos, Grecia
2014 Vacaciones doradas, Paul Kasmin Gallery, Nueva York, Nueva York
2014 Tienda de luces, Galería Paul Kasmin, ABMB Miami
2014 Escultura Funcional, DDC, Nueva York, Nueva York
2013 Coreografía, Museo de Arte Contemporáneo Sorocaba, Sorocaba, Brasil
2013 FIVAC (V Festival Internacional de Videoarte), Camagüey, Cuba
2012 San Sebastián desde el Renacimiento hasta la actualidad, Edelman Arts, Nueva York, Nueva York y Miami, Florida
2012 Moss: Diálogos entre arte y diseño, Philips de Pury, Nueva York, Nueva York
2010 Cacofonía, Zona: Arte Contemporáneo, Nueva York, Nueva York
2010 Festival Internacional de Video Arte, Quito, Ecuador
2010 Disciplinado + Espontaneidad, Zona: Arte Contemporáneo, Nueva York, Nueva York
2009 Instalación de arte público, Academia Holotopia, Costa de Amalfi, Italia
2009 Video Abierto, Museo Reina Sofía, Murcia, España
2009 X Bienal de Cuenca, Cuenca, Ecuador
2009 Cruzando fronteras, Bjorn Ressle Gallery, Nueva York, Nueva York
2008 Salón de Invierno: Obras sobre papel, Bjorn Ressle Gallery, Nueva York, Nueva York
2008 Pinta, Galería León Tovar, Nueva York, Nueva York
2008 No es fácil, Exit Art, Nueva York, Nueva York
2008 Diva: Media Art, Bjorn Ressle Gallery, Nueva York, Nueva York
2008 Informado por la función, Lehman College Art Gallery, Nueva York, Nueva York
2008 Las artes en el ciberespacio y el espacio público en siete continentes, Streaming Museum, Melbourne, Australia
2007 Auto-Retrato do Brasil, Paço Imperial, Río de Janeiro, Brasil
2007 Joyas de Picasso a Kenny Scharff, Neuhoff Edelman Gallery, Nueva York, Nueva York
2007 PAM @ CAM: Perpetual Art Machine, Chelsea Art Museum, Nueva York, Nueva York
2006 Artistas brasileños, Espasso, Nueva York, Nueva York
2006 Muestra gastronómica: The Hungry Eye, Chelsea Art Museum, Nueva York, Nueva York
2006 Transparencias, Galería Eduardo H. Fernandes, São Paulo, Brasil
2006 Códigos de Cultura: Videoarte de 7 Continentes, White Cube, Buenos Aires Argentina
2005 Video Performance en Colaboración con Irving Raygoza, Guadalajara, México
2005 Curiosos y Furiosos, Vernon Gallery, Praga, República Checa
2005 Donde la moda se encuentra con el arte, Issey Miyake, Nueva York
2005 Adivina quién viene a cenar, Galería Remy Toledo, Nueva York, Nueva York
2005 Mujeres, Anita Friedman Gallery, Nueva York, Nueva York
2004 Festival de Cine Subterráneo de París Piff 2.ª Edición, París, Francia
2004 Arte Contemporanea Brasileira nas Coleções do Museu de Arte Moderna, Museu de Arte Moderna, Río de Janeiro Brasil
2004 Surveille Sortie, Laboratorio Magnético, Volumen, Brooklyn, Nueva York
2003 SX Street: Un nuevo evento, colaboración con Magnetic Laboratorium, Nueva York,
2000 Still Moment, Paulina Kolczinska Fine Art, Nueva York, Nueva York
1999 Escultura Sky Drawing, Sitio Santa Fe, Santa Fe, Nuevo México

## Diseño de escenografía
- 1982 : Escenografía para la producción de William Duna de "Paranarrative" de Borges, Instituto de Arte y Recursos Urbanos, PS1, LIC, Nueva York[11]
- 1973 : Escenografía para la producción paulista de "Sleuth"[11]
- 1972 : Escultura para DPZ Advertising Co. por la película "Rhodia", premio del Festival de Cannes[11]

## Premios
Recibió un premio en 1972 en el Festival de Cine de Cannes por la película Rodhia.